# Zustellung (Deutschland)
Unter Zustellung, auch förmliche Zustellung, versteht man im deutschen Recht den Vorgang, durch den einem bestimmten Empfänger in einer gesetzlich vorgeschriebenen Form  ein Schriftstück übermittelt oder ihm Gelegenheit gegeben wird, von ihm Kenntnis zu nehmen.
Mit dem Gesetz zur Förderung des elektronischen Rechtsverkehrs mit den Gerichten vom 10. Oktober 2013 wird im elektronischen Rechtsverkehr schrittweise auf elektronische Zustellungen umgestellt.

## Anwendungsbereiche
Zustellungen erfolgen im Zivilrecht, im Strafrecht und im Verwaltungsrecht. Zustellungen veranlassen sowohl Gerichte als auch Verwaltungsbehörden. Im Zivilrecht können auch Privatpersonen Zustellungen durch den Gerichtsvollzieher vornehmen lassen. Im Zivilrecht, vor allem bei einem anhängigen Zivilprozess, können Rechtsanwälte untereinander förmlich zustellen. Im Strafrecht ist es möglich, dass Privatpersonen über den Gerichtsvollzieher Zeugen und Sachverständige unmittelbar zum Termin laden (§ 38 StPO).

### Gerichte

#### Zivilgerichtliches Verfahren
Im zivilgerichtlichen Verfahren erfolgen Zustellungen nach den §§ 166 bis 190 ZPO Zivilprozessordnung (ZPO). Die ZPO unterscheidet zwischen der „Zustellung von Amts wegen“ (§§ 166 bis 190 ZPO) und der „Zustellung auf Betreiben der Parteien“ (§§ 191 bis 195 ZPO).
Für internationale Zustellungen gilt für viele Staaten in Zivil- und Handelssachen das Haager Zustellungsübereinkommen (HZÜ) aus dem Jahr 1965. Für grenzüberschreitende Zustellungen innerhalb der Europäischen Union in Zivil- oder Handelssachen wurde die EuZVO erlassen. Sie erging im Rahmen der Justiziellen Zusammenarbeit in Zivilsachen mit der Verordnung (EG) Nr. 1348/2000. Diese Verordnung wurde mit kleinen Änderungen durch die ZustellungsVO (EG) Nr. 1393/2007 ersetzt.

#### Arbeitsgerichtliches, familiengerichtliches, strafgerichtliches Verfahren, Verfahren in der Freiwilligen Gerichtsbarkeit, der allgemeinen Verwaltungsgerichtsbarkeit, der Sozialgerichtsbarkeit und der Finanzgerichtsbarkeit
Die Prozessordnungen der übrigen Gerichtsbarkeiten verweisen für die Zustellung auf die Zustellungsvorschriften der Zivilprozessordnung:
- § 37 Abs. 1 der Strafprozessordnung (StPO)
- § 15 Abs. 2 des Gesetzes über das Verfahren in Familiensachen und in den Angelegenheiten der freiwilligen Gerichtsbarkeit (FamFG)
- § 46 Abs. 2 des Arbeitsgerichtsgesetzes (ArbGG)
- § 63 Abs. 2 des Sozialgerichtsgesetzes (SGG)
- § 53 Abs. 2 der Finanzgerichtsordnung (FGO)
- § 56 Abs. 2 der Verwaltungsgerichtsordnung (VwGO)

### Verwaltungsbehörden

#### Verwaltungsbehördliches Verfahren
Förmliche Zustellungen durch Verwaltungsbehörden werden Verwaltungszustellung genannt. Zugestellt werden muss nur, wenn das Gesetz die Zustellung eines Verwaltungsakts anordnet. Andernfalls ist dies optional; ansonsten kann ein Verwaltungsakt auch einfach bekanntgegeben werden. Zugestellt werden müssen stets Widerspruchsbescheide (§ 73 Abs. 3 Satz 1 VwGO). Auch im verwaltungsbehördlichen Zwangsvollstreckungsverfahren ist häufig eine Zustellung vorgeschrieben. So sind Zwangsmittelandrohungen zuzustellen (§ 13 Abs. 7 Verwaltungs-Vollstreckungsgesetz des Bundes und die hiermit im Wesentlichen übereinstimmenden Regelungen der Landes-Verwaltungsvollstreckungsgesetze).
Die gesetzlichen Grundlagen für Verwaltungszustellungen finden sich für Bundesbehörden im Verwaltungszustellungsgesetz des Bundes. Die Länder haben Zustellungen von Landesbehörden (darunter fallen auch die kommunalen Behörden der Städte, Kreise und Gemeinden) in einem eigenen Landeszustellungsgesetz geregelt, das häufig das VwZG des Bundes auch für den Landesbereich für anwendbar erklärt. Nur Baden-Württemberg, Bayern, Mecklenburg-Vorpommern, Nordrhein-Westfalen und Thüringen haben das landesbehördliche Zustellungsverfahren
materiell eigenständig geregelt. Die Landeszustellungsgesetze und das VwZG verweisen oft direkt oder indirekt ergänzend auf die Zustellungsregelungen der ZPO.

#### Zustellungen durch Strafverfolgungsbehörden und bei der Verfolgung von Ordnungswidrigkeiten

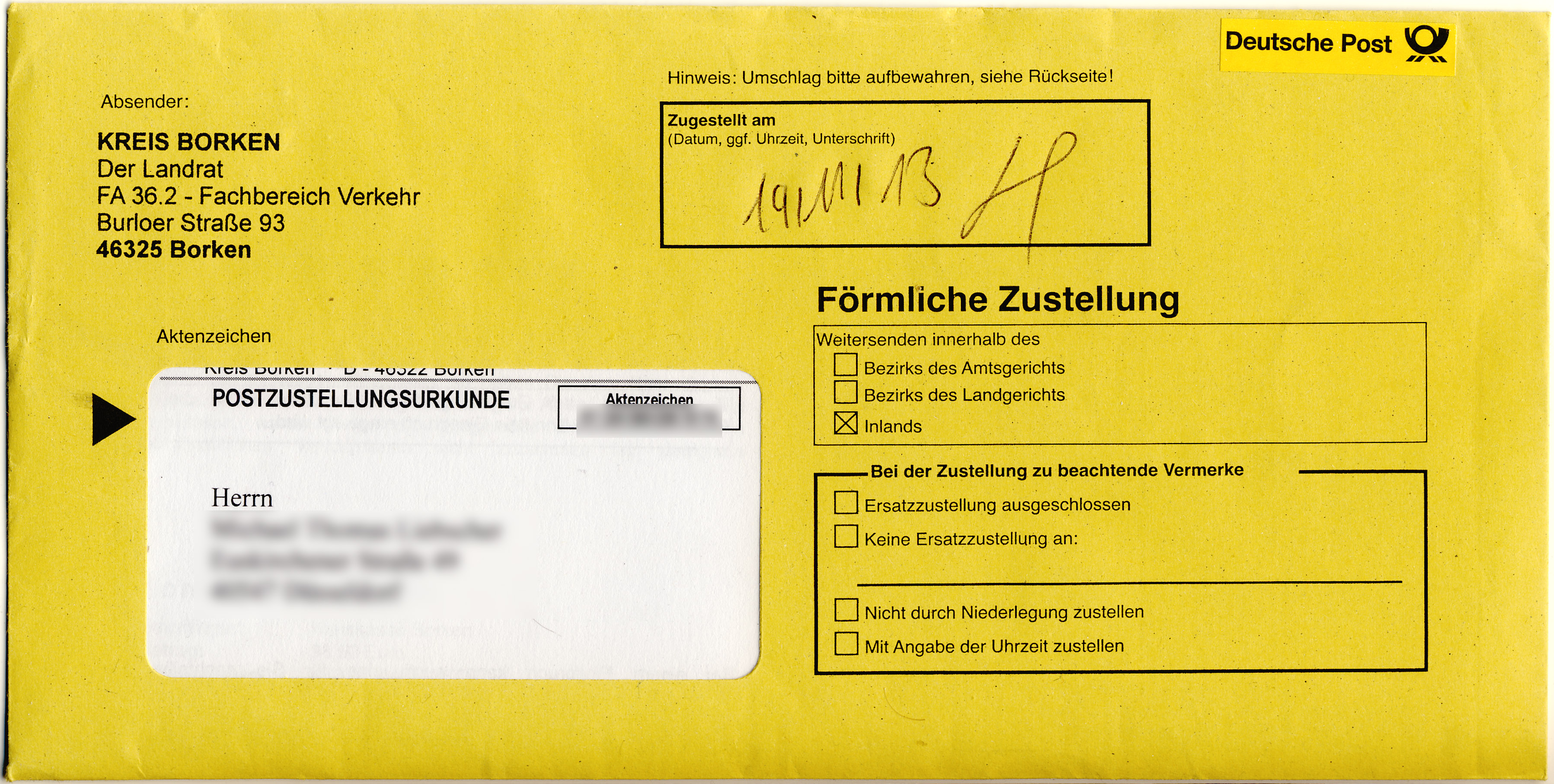
Umschlag einer förmlichen Zustellung (Inhalt hier: Bußgeldbescheid wegen einer Verkehrsordnungswidrigkeit)

Soweit Behörden auf dem Gebiet der Strafverfolgung oder der Ahndung von Ordnungswidrigkeiten tätig werden, gelten für Zustellungen die besonderen Vorschriften der StPO und des OWiGs. Für Zustellungen der Verwaltungsbehörde im Bereich des Ordnungswidrigkeitenrechts (z. B. der „Bußgeldstelle“) erklärt § 51 Abs. 1 OWiG die Zustellungsvorschriften das VwZG des Bundes und die Landesverwaltungszustellungsgesetze mit gewissen Modifikationen für entsprechend anwendbar.
Im Strafprozess stellen in der Regel die Gerichte zu. Staatsanwaltschaft und Polizei stellen nur selten förmlich zu. In welcher Form ein Bescheid der Staatsanwaltschaft an den Anzeigeerstatter über die Einstellung des Ermittlungsverfahrens bekanntgegeben wird (§ 171 StPO), ist im Gesetz nicht näher geregelt und daher umstritten. Da für den Anzeigeerstatter mitunter Fristen laufen (§ 172 StPO – Klageerzwingungsverfahren), läge eine förmliche Zustellung analog § 37 Abs. 1 StPO nahe, zum Teil wird Bekanntgabe analog § 41 VwVfG aber als ausreichend angesehen.

## Zustellungsarten

### Zustellung von Amts wegen
Von Amts wegen wird zugestellt, wenn das Gesetz es vorschreibt oder das Gericht bzw. eine Behörde es anordnet. So schreibt die Zivilprozessordnung immer eine Bekanntmachung durch Zustellung vor, wenn mit der Bekanntmachung gesetzliche Fristen in Lauf gesetzt werden sollen (z. B. die Berufungsfrist bei einer Entscheidung durch Urteil).

### Zustellung auf Betreiben der Parteien
Bei der Zustellung auf Betreiben der Parteien finden die Vorschriften über die Zustellung von Amts wegen entsprechende Anwendung, wenn nicht die §§ 192 bis 194 ZPO Abweichungen vorgeben. § 192 ZPO sieht vor, dass die von den Parteien zu betreibenden Zustellungen durch den Gerichtsvollzieher nach Maßgabe von § 193 und § 194 ZPO zu erfolgen haben. Sind die Parteien durch Rechtsanwälte vertreten, so können diese sich Schriftstücke auch direkt untereinander zustellen, § 195 ZPO. Auch hier wird teilweise wieder auf die Vorschriften der Zustellung von Amts wegen Bezug genommen.
Diese Form der Zustellung ist in verwaltungsgerichtlichen Angelegenheiten nicht vorgesehen, da ein Beteiligter zumeist eine Behörde ist, an die ein Rechtsanwalt nicht zustellen kann. Auch ein Gerichtsvollzieher kann im Parteibetrieb nicht an eine Behörde zustellen.

### Zustellung im außergerichtlichen Geschäftsverkehr
§ 132 BGB eröffnet die Möglichkeit der Zustellung durch Gerichtsvollzieher für den außergerichtlichen Schriftverkehr unter Privatpersonen. Es gelten auch hier die Vorschriften der ZPO entsprechend.
Auch diese Form der Zustellung ist in verwaltungsgerichtlichen Angelegenheiten nicht vorgesehen, da ein Beteiligter zumeist eine Behörde ist, an die nicht durch den Gerichtsvollzieher zugestellt werden kann.

## Zustellungsadressat
Adressat einer Zustellung kann nur eine prozessfähige Person sein. Der Gesetzgeber hat festgelegt, an wen eine Zustellung zu richten ist, wenn der Empfänger prozessunfähig ist. Die Zustellung an eine prozessunfähige Person ist unwirksam.

### Gesetzlicher Vertreter
Bei nicht prozessfähigen Personen ist an ihren gesetzlichen Vertreter zuzustellen. Ist der Empfänger der Zustellung keine natürliche Person, genügt die Zustellung an den Leiter. Bei mehreren gesetzlichen Vertretern oder Leitern genügt die Zustellung an einen von ihnen (§ 170 ZPO).

### Bevollmächtigter
An den rechtsgeschäftlich bestellten Vertreter kann mit gleicher Wirkung wie an den Vertretenen zugestellt werden. Der Vertreter hat eine schriftliche Vollmacht vorzulegen (§ 171 ZPO).

### Prozess- und Verfahrensbevollmächtigter
Wenn eine Partei, der zugestellt werden soll, in einem anhängigen Verfahren durch einen Prozess- bzw. Verfahrensbevollmächtigten vertreten wird, so hat die Zustellung an diesen zu erfolgen (§ 172 Abs. 1 Satz 1 ZPO, § 7 VwZG).

### Zustellungsbevollmächtigter
§ 184 ZPO sieht vor, dass das Gericht zugleich mit einer im Ausland zu bewirkenden, der Vorschrift des § 183 ZPO genügenden Zustellung den Empfänger dazu auffordern kann, einen Zustellungsbevollmächtigten, welcher im Inland lebt oder dort einen Geschäftsraum unterhält, zu benennen, an den dann die zukünftigen Zustellungen zu richten sind. Kürzer gefasst ist die vergleichbare Vorschrift für die Verwaltungsgerichtsbarkeit in § 56 Abs. 3 VwGO (Verwaltungsgerichtsordnung).

### Verteidiger
Im Strafverfahren dürfen gewählte Verteidiger, deren Vollmacht sich bei den Akten befindet, sowie der bestellte Verteidiger Zustellungen und sonstige Mitteilungen für den Beschuldigten in Empfang nehmen (§ 145a StPO). Anders als im Zivilprozess besteht aber keine Pflicht zur Zustellung an den Verteidiger, sodass auch die Zustellung an den Beschuldigten wirksam ist.

## Formen der Zustellung

### Gewöhnliche Zustellung

#### Zustellungsurkunde
Bei der Zustellung mit Zustellungsurkunde wird das zuzustellende Schriftstück in einem verschlossenen Umschlag mit einem vorbereiteten Vordruck einer Zustellungsurkunde einem Postunternehmen, einem Justizbediensteten (meist einem Justizwachtmeister), einem Gerichtsvollzieher oder einer Behörde, durch die dann die Zustellung ausgeführt wird, übergeben bzw. übermittelt. Ausgeführt wird die Zustellung durch persönliche Übergabe an den Zustelladressaten. Die Übergabe darf an jedem Ort, an dem der Adressat angetroffen wird, erfolgen. Mit der Übergabe an ihn gilt das Schriftstück als zugestellt. Wird die Annahme vom Adressaten verweigert, so ist das Schriftstück in der Wohnung oder in dem Geschäftsraum zurückzulassen. Mit der unberechtigten Annahmeverweigerung und dem Zurücklassen des Schriftstücks gilt das Schriftstück als zugestellt. Hat der Adressat keine Wohnung oder keinen Geschäftsraum unter der in der Zustellungsurkunde angegebenen Adresse, ist eine Zustellung dort nicht möglich und der Zustellungsauftrag wird an die beauftragende Stelle zurückgesandt. Jedoch ist eine Weitersendung möglich, wenn dem Zusteller eine neue Wohn- oder Geschäftsadresse (z. B. bei Vorliegen eines Nachsendeauftrags) bekannt ist, und auf dem Zustellumschlag die Nachsendung zuvor ausdrücklich angeordnet (angekreuzt) worden war.
Ist die persönliche Übergabe nicht möglich, darf eine Ersatzzustellung in der Wohnung, in dem Geschäftsraum oder in einer Gemeinschaftseinrichtung vorgenommen werden. Der verschlossene Umschlag wird dabei einem erwachsenen Familienangehörigen in der Wohnung, einer in der Familie beschäftigten Person oder einem erwachsenen ständigen Mitbewohner übergeben (§ 178 Abs. 1 Nr. 1 ZPO).
In Geschäftsräumen erfolgt die Übergabe an eine dort beschäftigte Person (§ 178 Abs. 1 Nr. 2 ZPO). In Gemeinschaftseinrichtungen erfolgt die Übergabe an den Leiter der Einrichtung oder einem dazu ermächtigten Vertreter (§ 178 Abs. 1 Nr. 3 ZPO). Ist eine Übergabe an eine Ersatzperson in der Wohnung oder dem Geschäftsraum nicht möglich, kann eine Ersatzzustellung durch Einlegen in den Briefkasten oder eine ähnliche Vorrichtung erfolgen, die zur Wohnung oder dem Geschäftsraum gehören, die in der allgemein üblichen Art für eine sichere Aufbewahrung geeignet sind und die der Adressat für den Postempfang eingerichtet hat (§ 180 ZPO). Mit der Einlegung gilt das Schriftstück als zugestellt. Auf dem verschlossenen Umschlag des zuzustellenden Schriftstücks wird zuvor das Datum der Einlegung vermerkt. Die Möglichkeit der Ersatzzustellung durch Einlegen in den Briefkasten ist bei einer Gemeinschaftseinrichtung nicht zulässig.
Sind die zuvor beschriebenen Ersatzzustellungen nicht möglich, kann auch eine Ersatzzustellung durch Niederlegung (§ 181 ZPO) erfolgen. Dies bedeutet, dass eine Niederlegung dann erfolgen kann, wenn (a) kein geeigneter Briefkasten o. ä. vorgefunden wird oder wenn (b) in einer Gemeinschaftseinrichtung die Übergabe an den Leiter oder seinen Vertreter nicht möglich ist.
Die Niederlegung des zuzustellenden Schriftstücks erfolgt entweder im Amtsgericht, in dessen Bezirk der Zustellungsort liegt. Wenn ein Postunternehmen mit der Zustellung beauftragt war, erfolgt die Niederlegung an einer vom Postunternehmen bestimmten Stelle am Ort der Zustellung oder am Ort des Amtsgerichts, in dessen Bezirk der Zustellungsort liegt.
Die mit der Ausführung der Zustellung beauftragte Person hinterlässt beim Zustelladressaten eine schriftliche Mitteilung über den Ort der Niederlegung, wo das Schriftstück drei Monate zur Abholung bereitgehalten wird. Der Empfänger wird in der Mitteilung auch darüber informiert, dass mit der Abgabe dieser Mitteilung über die Niederlegung das Schriftstück als zugestellt gilt, unabhängig davon, ob und wann der Adressat vom Inhalt des Schriftstücks Kenntnis nimmt. Weiter wird darüber informiert, dass an die Zustellung Rechtsfolgen geknüpft sein können (z. B. der Beginn einer Frist). Auf dem verschlossenen Umschlag, der das zuzustellende Schriftstück enthält, wird der Tag der Zustellung vermerkt.
Über die Tatsachen bei der Ausführung der Zustellung wird eine öffentliche Urkunde auf dem Zustellungsvordruck aufgenommen. Diese Urkunde hat die Beweiskraft einer öffentlichen Urkunde mit anderem Inhalt (§ 415 ZPO).
Die Zustellungsurkunde muss die Bezeichnung der Person, der zugestellt werden sollte, die Bezeichnung der Person, an die der Brief oder das Schriftstück übergeben wurde, die Bemerkung, dass der Tag der Zustellung auf dem Umschlag, der das zuzustellende Schriftstück enthält, vermerkt ist, den Ort, das Datum, Nachname, Vorname und Unterschrift des Zustellers sowie die Angabe des beauftragten Unternehmens oder der ersuchten Behörde, enthalten.
Im Falle der Zustellung an einen Bevollmächtigten ist zusätzlich zu vermerken, dass die Vollmachtsurkunde vorgelegen hat.
Bei einer Ersatzzustellung in der Wohnung, in Geschäftsräumen oder Einrichtungen sowie bei einer Ersatzzustellung durch Einlegen in den Briefkasten ist auch der Grund, der diese Zustellung rechtfertigt, anzugeben.
Bei einer Ersatzzustellung durch Niederlegung ist in der Urkunde aufzunehmen, wie die schriftliche Mitteilung hinterlassen wurde.
Wenn die Annahme der Zustellung verweigert wurde, ist zu dokumentieren, wer die Annahme verweigert hat und dass der Brief am Ort der Zustellung zurückgelassen oder an den Absender zurückgesandt wurde.
Sofern eine Zustellung mit Uhrzeit erfolgen sollte, ist nicht nur das Datum, sondern auch die Uhrzeit der Zustellung in die Urkunde mit aufzunehmen.

#### Empfangsbekenntnis
An einen Anwalt, Notar, Gerichtsvollzieher, Steuerberater, an eine Behörde, Körperschaft oder Anstalt des öffentlichen Rechts und sonstige in professioneller Weise am Prozess beteiligte Personen, Vereinigungen und Organisationen, bei denen von einer erhöhten Zuverlässigkeit ausgegangen werden kann, kann gemäß § 175 Abs. 1 i. V. mit § 173 Abs. 2 ZPO auch gegen ein sogenanntes Empfangsbekenntnis zugestellt werden. 
Eine Zustellung gegen Empfangsbekenntnis kommt nicht nur bei einer Zustellung von Amts wegen (§ 166 Abs. 2 ZPO) in Betracht, sondern auch bei einer Zustellung von Anwalt zu Anwalt (§ 195 Abs. 2 S. 1 ZPO). Im arbeitsgerichtlichen Verfahren eröffnet § 50 Abs. 2 ArbGG die Möglichkeit einer Zustellung gegen Empfangsbekenntnis an den gemäß § 11 ArbGG zur Prozessvertretung zugelassenen Personenkreis.
Das Empfangsbekenntnis ist in seiner konkreten Rechtsnatur umstritten. Es ist einerseits Bestandteil der Zustellung gem. §§ 174, 195 ZPO und insoweit konstitutiv, als dass der Zustellende die Zustellung zwingend an den Vorgaben der §§ 174, 195 ZPO ausrichten muss. Andererseits erfüllt es eine reine Nachweisfunktion. Die Rücksendung des Empfangsbekenntnisses ist von einem Willensakt abhängig (sog. voluntatives Element) und kann nicht erzwungen werden. Eine Mitwirkungspflicht besteht nur für Rechtsanwälte und ist auch hier nur standesrechtlich verankert.
Im Unterschied zum früheren Recht ist eine Zustellung durch Empfangsbekenntnis an Personen, „bei denen aufgrund ihres Berufes von einer erhöhten Zuverlässigkeit ausgegangen werden kann“ (§ 173 Abs. 1 ZPO a. F.), z. B. bei einem Patentanwalt, einem Wirtschaftsprüfer, einem Arzt oder Apotheker nach geltendem Recht nicht mehr vorgesehen. Dieser Personenkreis kann aber durch Einrichtung eines sicheren Übermittlungswegs (z. B. De-Mail oder eBO) sich Dokumente vereinfacht elektronisch übermitteln lassen (§ 173 Abs. 4 ZPO). Die aktive Nutzung eines sicheren Übermittlungswegs gilt zugleich als Zustimmung zum Empfang elektronischer Dokumente (passive Nutzung). In diesen Fällen wird jedoch kein Empfangsbekenntnis abgegeben, sondern es greift eine Zustellungsfiktion (§ 173 Abs. 4 Satz 4 und 5 ZPO). 
Papiergebundene Empfangsbekenntnisse gibt es in der Praxis kaum noch, weil professionelle Prozessbeteiligte seit 1. Januar 2022 verpflichtet sind, mit dem Gericht aktiv und passiv elektronisch zu kommunizieren. Die heute zum Standard gewordene Form des Empfangsbekenntnisses regelt § 173 Abs. 3 ZPO: Die Zustellung wird durch ein elektronisches Empfangsbekenntnis (eEB) nachgewiesen. Das eEB ist in strukturierter maschinenlesbarer Form zu übermitteln. Hierfür ist ein vom Gericht mit der Zustellung zur Verfügung gestellter Datensatz zu nutzen. Dieser Datensatz wird tatsächlich nicht mit dem zuzustellenden Dokument mitübersandt, sondern ist unter xjustiz.de veröffentlicht. Hierfür stehen insbesondere in anwaltlichen Fachsoftwareprodukten Werkzeuge zur Verfügung. 
Alternativ stellt auch die Justiz eine Software hierfür zur Verfügung. Der erzeugte Datensatz kann wiederum vom Justizfachverfahren des Gerichts automatisiert eingelesen werden.
In der selten gewordenen papiergebundenen Kommunikation (§ 175 Abs. 1 ZPO) oder der Kommunikation per Telefax (§ 175 Abs. 2 ZPO) wird das vom Adressaten mit dem Datum des Empfangs versehene und eigenhändig unterschriebene Empfangsbekenntnis (§ 175 Abs. 3 ZPO) an den Absender zurückgesandt und dient als Nachweis der Zustellung. Hierzu bedient sich der Adressat üblicherweise eines mit dem zugestellten Dokument übersandten Formulars, das per Post, per Telefax oder als elektronisches Dokument zurückgesandt werden muss (§ 175 Abs. 4 ZPO). Im professionellen Beteiligtenkreis wird diese Form nur noch genutzt, wenn elektronische Systeme gestört sind.

#### Aushändigung an der Amtsstelle
Ein Schriftstück kann einem Adressaten durch Aushändigung an der Amtsstelle zugestellt werden (§ 174 ZPO). Auf dem Schriftstück und in der Akte wird vermerkt, dass das Schriftstück zum Zwecke der Zustellung ausgehändigt wurde. Bei den Vermerken ist auch das Datum, wann die Aushändigung erfolgt ist, anzugeben und von dem Bediensteten, der die Aushändigung vorgenommen hat, zu unterschreiben.
Bei der Aushändigung an einen rechtsgeschäftlich bestellten Vertreter wird in dem Vermerk in den Akten zusätzlich der Name des Vertreters, dem das Schriftstück ausgehändigt wurde, notiert und angegeben, dass eine schriftliche Vollmacht vorgelegen hat. Der Aktenvermerk ist der Nachweis der Zustellung.

#### Aufgabe zur Post
Falls der Adressat im Ausland wohnt sowie in anderen abgegrenzten Fällen, kann die Zustellung durch Aufgabe zur Post bewirkt werden. Dies ist aber erst ab der zweiten Zustellung möglich. Die erste Zustellung muss förmlich mit Nachweis, in der Regel durch Einschreiben mit Rückschein oder unter Inanspruchnahme der Behörden des fremden Staates erfolgt sein (§ 184 Abs. 1 i. V. mit § 183 Abs. 2 bis 5 ZPO).
Das Gericht kann bei der ersten förmlichen Zustellung im Ausland, die der Vorschrift des § 183 ZPO zu entsprechen hat, anordnen, dass die im Ausland lebende Partei für künftige Zustellungen einen Zustellungsbevollmächtigten benennt, der im Inland lebt oder dort einen Geschäftsraum unterhält. Wird ein Zustellungsbevollmächtigter nicht benannt, so können spätere Zustellungen bis zur nachträglichen Benennung eine Zustellung bewirkt werden, indem das Schriftstück unter der Anschrift der im Ausland lebenden Partei zur Post gegeben wird. Das Schriftstück gilt zwei Wochen nach Aufgabe zur Post als zugestellt, sofern das Gericht keine längere Frist bestimmt (§ 184 Abs. 2 ZPO).

#### Einschreiben mit Rückschein
Ein Schriftstück kann auch durch Einschreiben mit Rückschein (§ 176 ZPO) zugestellt werden. Der vom Empfangenden mit Datum unterschriebene Rückschein ist der Nachweis der Zustellung.
Diese Zustellung betrifft lediglich den Beweis des Zugangs irgendeines Schriftstücks. Es beweist nicht die Zustellung des konkreten Inhalts des Schriftstücks. Die Zustellung eines konkreten Inhalts eines Schriftstücks ist möglich durch die Zustellung des Schriftstücks durch einen Gerichtsvollzieher, z. B. bei der Zustellung außerhalb eines gerichtlichen Verfahrens (§ 192 ZPO) kann dies der Gerichtsvollzieher bezeugen, da der Gerichtsvollzieher das zuzustellende Schriftstück (Erklärung) mit Abschrift vom Erklärenden erhält und die Abschrift beglaubigt. Erst der Gerichtsvollzieher verschließt das zuzustellende Schriftstück in einem Briefumschlag. In der Schweiz entspricht diese Zustellungsart der Gerichtsurkunde.

### Besondere Zustellung im Ausland
Die Zustellung, die im Ausland vorgenommen werden muss, ist in § 183 ZPO, bundeseinheitlich geltenden Rechtshilfeordnungen und durch zahlreiche zwischenstaatliche Vereinbarungen geregelt.
Eine Zustellung im Ausland erfolgt durch Einschreiben mit Rückschein, soweit aufgrund völkerrechtlicher Vereinbarungen Schriftstücke unmittelbar durch die Post übersandt werden dürfen. Der vom Adressaten mit Datum unterschriebene Rückschein ist der Nachweis der Zustellung. In der Praxis schlägt eine solche Zustellung per Einschreiben und Rückschein jedoch in aller Regel fehl, was eine Ursache in den völlig uneinheitlichen Postverwaltungsregelungen in den einzelnen Mitgliedsstaaten der Europäischen Union hat.
Sonst kann das Schriftstück durch Behörden des fremden Staates oder durch die diplomatische oder konsularische Vertretung des Bundes zugestellt werden.
In welcher Form und unter welchen Voraussetzungen solche Zustellungen ausgeführt werden, ergibt sich aus den jeweiligen weiteren Vorschriften zu den einzelnen Ländern nach den Vorschriften zum Internationalen Rechtsverkehr in Zivil-, Straf- und Verwaltungssachen.
Die Zustellung durch eine ersuchte Behörde wird durch ein Zeugnis dieser Behörde nachgewiesen.

### Öffentliche Zustellung
Die öffentliche Zustellung (veraltet Ediktalzitation) ist eine besondere Form der Bekanntmachung (Zustellung) und kann nur unter bestimmten Voraussetzungen erfolgen.
Im Zivilprozess beispielsweise können die Voraussetzungen für eine öffentliche Zustellung gegeben sein, wenn der Empfänger im In- und Ausland unbekannten Aufenthaltes, seine Adresse nicht zu ermitteln und eine Zustellung an einen Vertreter oder Zustellungsbevollmächtigten nicht möglich ist. Sofern dann die Zustellung nicht aufgrund gesetzlicher Vorschriften von Amts wegen zu bewirken ist, erfolgt sie nur auf Antrag. Über den Antrag entscheidet das Prozessgericht durch Bewilligung der öffentlichen Zustellung (§ 185 ZPO). Im Strafprozess kann die Bekanntmachung durch öffentliche Zustellung nur dann erfolgen, wenn die Zulässigkeitsvoraussetzungen gegeben sind (§ 40 StPO).
Die Ausführung der öffentlichen Zustellung erfolgt in der Form, dass an der Gerichtstafel eine Benachrichtigung ausgehängt wird, aus der die Person, für die zugestellt wird und der Zustelladressat mit Name und zuletzt bekannter Anschrift ersichtlich sind. Weiterhin muss das Datum und Aktenzeichen des zuzustellenden Schriftstücks, die Bezeichnung des Prozessgegenstandes und die Stelle, an welcher das Schriftstück eingesehen werden kann, angegeben sein. Auch muss in dem Aushang darauf hingewiesen werden, dass durch diese Benachrichtigung eine öffentliche Zustellung erfolgt. Je nachdem was zugestellt wird, enthält die Benachrichtigung noch entsprechende Belehrungen und Hinweise dazu, dass durch diese Form der Zustellung Fristen in Gang gesetzt werden, deren Nichtbeachtung zu Rechtsnachteilen führen können (§ 186 ZPO).
In der Akte wird mit Datum und Unterschrift vermerkt, wann die Benachrichtigung ausgehängt und abgenommen wurde. Sofern keine andere Frist bestimmt wurde, gilt das Schriftstück als zugestellt, wenn seit der Anheftung an die Gerichtstafel ein Monat verstrichen ist (§ 188 ZPO); in Strafsachen gilt die Zustellung als bewirkt, wenn zwei Wochen verstrichen sind (§ 40 StPO).
Die Anheftung an die Gerichtstafel kann auch durch Einstellung der zuvor beschriebenen Benachrichtigung in ein elektronisches Informationssystem, das im Gericht öffentlich zugänglich sein muss, ersetzt werden.

## Unwirksamkeit einer Zustellung und Heilung von Zustellungsmängeln
Wenn die ordnungsgemäße Zustellung eines Schriftstücks nicht nachweisbar ist, hat dies in der Regel zur Folge, dass das Schriftstück als nicht zugestellt gilt (z. B. § 8 VwZG).
Das Schriftstück gilt jedoch als an dem Tag zugestellt, an dem es dem Adressaten tatsächlich zugegangen ist. Dieser tatsächliche Zugang muss allerdings seinerseits nachgewiesen werden können, z. B. durch eine Empfangsbestätigung oder einen Zeugen oder durch eigene Angaben zum Zustellungszeitpunkt.